# Чудаков, Александр Евгеньевич
Александр Евгеньевич Чудако́в (16 июня 1921 — 25 января 2001) — советский и российский физик-экспериментатор, академик АН СССР (1987, членкор с 1966), член Президиума РАН (с 1991), доктор физико-математических наук (1961), член Международной академии астронавтики. Председатель Научного совета РАН по космическим лучам (1980—2000), специалист в области физики космических лучей и физики элементарных частиц. Был председателем Комиссии по космическим лучам ИЮПАП. Лауреат Ленинской премии (1960).

## Биография
Родился 16 июня 1921 года в Москве в семье известного инженера, основоположника автомобилестроения СССР академика Е. А. Чудакова. В 1939 году поступил на физический факультет МГУ имени М. В. Ломоносова. Вскоре был призван на действительную военную службу, после демобилизации до 1944 года работал радиотехником в ФИАН имени П. Н. Лебедева. В 1944 году возвратился на физический факультет, который с отличием окончил в 1948 году. После окончания продолжил работу в ФИАН до 1971 года. С 1971 года работал в ИЯИ РАН. Доктор физико-математических наук (1959). Профессор физического факультета МГУ. Член-корреспондент АН СССР по Отделению ядерной физики (ядерная физика) с 1 июля 1966 года. Академик АН СССР по Отделению ядерной физики с 23 декабря 1987 года (академик РАН с 1991 года).

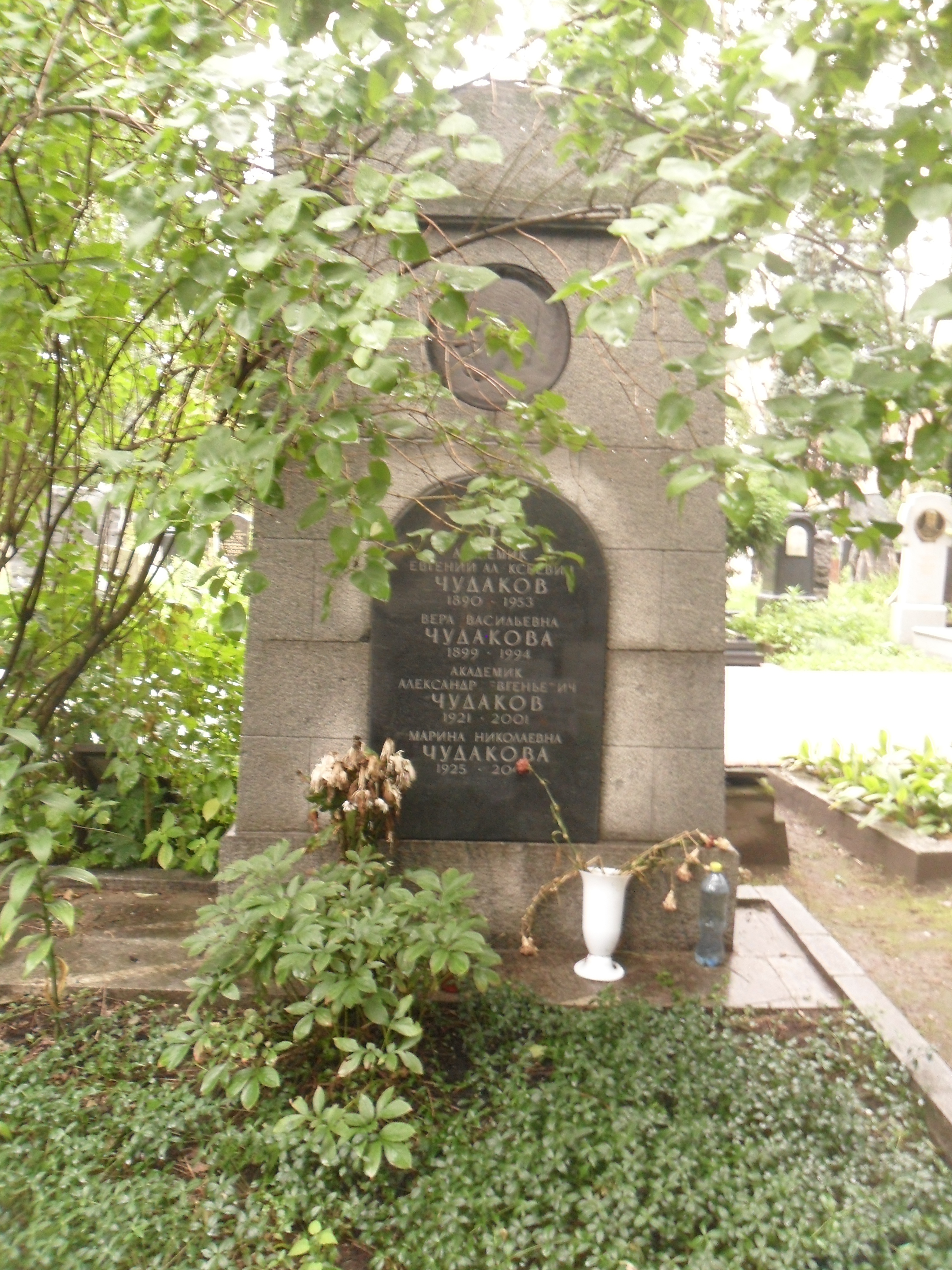
Семейное захоронение Чудаковых на Новодевичьем кладбище.

Умер 25 января 2001 года. Похоронен на Новодевичьем кладбище (участок № 1) рядом с родителями.

## Научная деятельность
Основные работы по изучению природы и свойств космических лучей. Разработал методику измерения энергии частицы, вызвавшей космический ливень, и применил её для поиска локальных источников гамма-квантов высокой энергии. Совместно с С. Н. Верновым и др. открыл и исследовал внешний радиационный пояс Земли. Это открытие внесено в Государственный реестр научных открытий СССР под № 23 с приоритетом от июля 1958 года в следующей формулировке: «Установлено, что в области пространства, где расположены силовые линии магнитного поля, пересекающие поверхность Земли, между 50° и 65° геомагнитной широты находится радиационная зона (названная впоследствии внешним радиационным поясом), состоящая из захваченных магнитным полем интенсивных потоков электронов с энергией от сотен до тысяч килоэлектронвольт».
В 1949 г. А. Е. Чудаков обращает внимание на то, что при высоких энергиях должно наблюдаться ослабление ионизации, вызываемой за счет взаимного экранирования полей электрона и позитрона вблизи точки их рождения. Этот эффект вошёл в физические энциклопедии под названием «эффект Чудакова».
В 1953 г. А. Е. Чудаков экспериментально подтвердил существование эффекта переходного излучения и в серии работ 1953—1960 гг. выполнил его подробное исследование в оптическом диапазоне. В 1953—1957 гг. А. Е. Чудаков впервые в мире проводит систематические исследования черенковского свечения заряженных частиц в атмосфере. В этих работах он реализует идею калориметрического измерения энергии каскада и определяет соотношение между энергией каскада и наблюдаемым числом частиц.
В 1960—1963 гг. А. Е. Чудаковым был выполнен пионерский эксперимент по поиску локальных источников жестких гамма-квантов методом регистрации черенковского свечения в атмосфере.
В 1963 г. при активном участии А. Е. Чудакова было принято решение о создании комплекса подземных лабораторий для изучения природного потока нейтрино и мюонов космических лучей. С тех пор деятельность Александра Евгеньевича практически полностью связана с Баксанской нейтринной обсерваторией ИЯИ АН СССР (до 1971 г. Нейтринная научная станция Физического института им. П. Н. Лебедева АН СССР).
Под руководством А. Е. Чудакова созданы уникальные детекторы — «Ковер», предназначенный для изучения широких атмосферных ливней, и Баксанский подземный сцинтилляционный телескоп. Их запуск — эксплуатация первого начата в 1974 г., а второго в 1978 г. — сразу перевел на новый уровень исследование целого класса физических задач. Более того, благодаря универсальности и гибкости первоначальных схем, разработанных А. Е. Чудаковым, эти детекторы вплоть до сегодняшнего дня продолжают оставаться одними из наиболее эффективных в мире инструментов для исследования самых разнообразных проблем, выдвигаемых развитием современной физики. Даже простой перечень основных результатов говорит о замечательных возможностях этих установок.
А. Е. Чудаков был профессором кафедры космических лучей и физики космоса физического факультета МГУ (1965—2000), читал в МГУ курсы лекций «Ядерная электроника», «Гамма-астрономия», «Физика космоса и космических излучений».
А. Е. Чудаков создал хорошо известную в мире научную школу. Многие ведущие научные сотрудники НИИЯФ МГУ, ФИАН, ИЯИ АН и других научных центров с гордостью и глубочайшим почтением называют его своим Учителем.

## Награды
- Ленинская премия (1960) — «за открытие и исследование внешнего радиационного пояса Земли» .
- Государственная премия РФ (1998)
- орден Трудового Красного Знамени (1981)
- два ордена «Знак Почёта» (1957, 1975)
- орден «За заслуги перед Отечеством» IV степени (1996)
- медали

## Из библиографии
- Ограничения на параметры осцилляций нейтрино по данным Баксанского подземного телескопа / М.М. Болиев, А.В. Буткевич, В.Н. Закидышев, Б.А. Макоев, С.П. Михеев, А.Е. Чудаков. // Ядерная физика, 1981, Т. 34, вып. 5, с. 1418-1421.